# Мудрик Едуард Миколайович
Едуард Миколайович Мудрик (рос. Эдуард Николаевич Мудрик; 18 липня 1939, Старобільськ — 27 березня 2017) — радянський футболіст, що грав на позиції захисника.
Протягом усієї кар'єри виступав за «Динамо» (Москва), а також національну збірну СРСР. Срібний призер чемпіонату Європи 1964 року. Заслужений майстер спорту Росії (2007). Двічі входив у списки найкращих футболістів сезону.

## Клубна кар'єра
Народився в містечку Старобільськ (нині — Україна.) Дитячі роки Едуарда пройшли на стрільбищі «Динамо» в Митищах, де його батько — відомий легкоатлет, Микола Петрович — отримав житло від «Динамо». Його батько був старшим тренером динамівських легкоатлетів. У 1948 році вони готувалися до естафети по Садовому кільцю на півдні. І один з колег переконав Миколу Петровича, що добре б відправитися в Москву літаком, на що тренер погодився. В підсумку динамівці виграли естафету, а старшого Мудрика звинуватили в розтраті грошей, оскільки в кошторисі були закладені залізничні квитки. Його заарештували і реабілітували лише після розстрілу Берії.
|                 | Звичайно, все розуміли, що сталася якась дикість. Але від цього легше не було. Нас нікуди не виселили. Я займався легкою атлетикою, батько хотів, щоб за мною стежив Іван Степанчонок, той самий чоловік, хто порадив йому взяти квитки на літак ... Хто знав, що так обернеться. |
| — Едуард Мудрик | |

Навчався Мудрик в школі, де було всього чотири хлопці, тому на всіх змаганнях він закривав всі види програми. Під час одного з таких змагань в Костіно з легкої атлетики поруч проходив футбольний матч. Команді з Калінінграду не вистачало гравця і вони взяли Едуарда, який зіграв чотири матчі в один день і забив вісім голів. На закритті йому мали вручити приз найкращого гравця — фотоапарат. Але грав Мудрик під прізвищем Степушкіна, арматурника 6-го розряду, і один з тренерів відкрив обман, тому фотоапарат йому так і не дали.
Натомість на Мудрика звернули увагу і запрошували грати за збірну області на всесоюзному турнірі 1956 року. Потім він вступив до Інституту фізкультури. Хотів на відділення футболу, але не сподобався воротарю Олексію Хомичу, тому Едуард переніс документи на відділення легкої атлетики і легкоатлетичні нормативи все здав на «відмінно», з великим запасом. В 16 років він переміг в своєму віці на першості Московської області в бігу на 110 м з бар'єрами з результатом 17,2 секунди.
|                 | Я, напевно, так і залишився б легкоатлетом, якби не ще один випадок. Якось мене покликали грати в Коломну — верст за сто від Калінінграда. Ну як можна було відмовитися! У тому матчі грав в центрі атаки, забив 5 м'ячів. А за зустріччю спостерігали родичі Сергія Сергійовича Ільїна. Сказали йому про мене, той все передав Якушину, що знав мого батька. Загалом, подивилися мене і взяли в команду майстрів. |
| — Едуард Мудрик | |

Після цього Едуард зіграв на першості країни 1957 року серед молоді, після чого став підпускатись до «основи». Якушин спочатку готував Мудрика на роль хавбека. Але в підсумку перевів у захист. У «Динамо» в той час міцна оборона — Володимир Кесарєв та Борис Кузнєцов. І опікати Едуарда став знаменитий Костянтин Крижевський.
Дебютував в чемпіонаті країни 6 липня 1959 року в матчі з «Торпедо» (Москва) (1:2). З 1962 року, вже після закінчення інституту, Мудрик став основним захисником «біло-синіх». Динамівці в цей час були грандом радянського футболу, ставали призерами та чемпіонами країни, а сам Мудрик двічі входив у списки найкращих футболістів сезону, проте через травми ігрову кар'єру футболісту довелося рано завершити.
|                 | Гра йшла, в збірну взяли. Але завадили травми. У 1966-му, коли міг потрапити на чемпіонат світу, мені зламали ключицю. Через рік в матчі з французьким «Олімпіком» руку зламав. Вона так і не відновилася повністю. У 1968 році я провів сім ігор ... І зрозумів, що більше нічого не вийде. |
| — Едуард Мудрик | |

## Виступи за збірну
У 1958 році грав у юнацькій, а в 1959 — в молодіжній збірних СРСР.
10 листопада 1963 року дебютував в офіційних матчах у складі національної збірної СРСР в зустрічі проти збірної Італдії (1:1).
У складі збірної був учасником чемпіонату Європи 1964 року в Іспанії, де відіграв у обох матчах і разом з командою здобув «срібло».
Протягом кар'єри у національній команді, яка тривала усього 2 роки, провів у формі головної команди країни 8 матчів, забивши 1 гол. В олімпійській збірній в ті ж роки провів 4 матчі. Учасник відбіркових матчів футбольного турніру Олімпійських ігор 1964 року. У ті ж роки грав у збірній клубів СРСР.

## Подальше життя
По завершенні ігрової кар'єри Едуард працював начальником відділу спортивних ігор МДР «Динамо» і заступником начальника відділу футболу і хокею МДР «Динамо» (1969—1984), після цього — заступником голови однієї з райрад фізкультури МДР «Динамо» (1985—1992).
З 1993 року був виконавчим директором московського клубу «Динамо» по роботі з ветеранами та любителями футболу.

## Статистика

### Клубна
| Сезон | Клуб     | Ігор | Голів |
| 1959  | «Динамо» | 2    | 0     |
| 1960  | «Динамо» | 17   | 0     |
| 1961  | «Динамо» | 4    | 0     |
| 1962  | «Динамо» | 22   | 0     |
| 1963  | «Динамо» | 35   | 2     |
| 1964  | «Динамо» | 30   | 0     |
| 1965  | «Динамо» | 30   | 0     |
| 1966  | «Динамо» | 23   | 1     |
| 1967  | «Динамо» | 0    | 0     |
| 1968  | «Динамо» | 9    | 2     |

### Збірна
| Дата       | Суперник | Рахунок | Голів | Поле |
| 10.11.1963 | Італія   | 1-1     | 0     | г    |
| 01.12.1963 | Марокко  | 1-1     | 0     | г    |
| 13.05.1964 | Швеція   | 1-1     | 0     | г    |
| 20.05.1964 | Уругвай  | 1-0     | 1     | д    |
| 27.05.1964 | Швеція   | 3-1     | 0     | д    |
| 17.06.1964 | Данія    | 3-0     | 0     | н    |
| 21.06.1964 | Іспанія  | 1-2     | 0     | г    |
| 11.10.1964 | Австрія  | 0-1     | 0     | г    |

## Досягнення

### Командні
- Чемпіон СРСР: 1959, 1963
- Другий призер чемпіонату СРСР: 1962
- Третій призер чемпіонату СРСР: 1960
- Срібний призер Чемпіонату Європи: 1964

### Індивідуальні
- Володар призу «Пролісок» 1967 року[2].
- Капітан команди — 1964—1965 роки (в 23 матчах)[2].
- У списку «33-х найкращих футболістів СРСР» двічі. № 1 — 1964 рік; № 2 — 1963 рік.

## Ігрова характеристика
Один з найкращих крайніх захисників країни першої половини 60-х років. Добре фізично розвинений (в юності з великим успіхом займався десятиборством), тонко відчував позицію, чіпко і холоднокровно діяв у відборі м'яча, вмів точними і різноманітними пасами почати атаку команди. Саме з його далекого, проникаючого пасу зумів забити єдиний м'яч у відповідь в фіналі Кубка Європи 1964 року Г.Хусаїнов. Своєрідна «стійка» (він завжди зустрічав суперника впівоберта, що ускладнювало тому відрив від захисника при зміні напрямку руху), хороша техніка відбору і обробки м'яча, витривалість дозволяли йому справлятися з опікою найгрізніших нападників суперників. Володів сильним і точним ударом з обох ніг.